# Jardín Botánico de la Universidad de Tartu

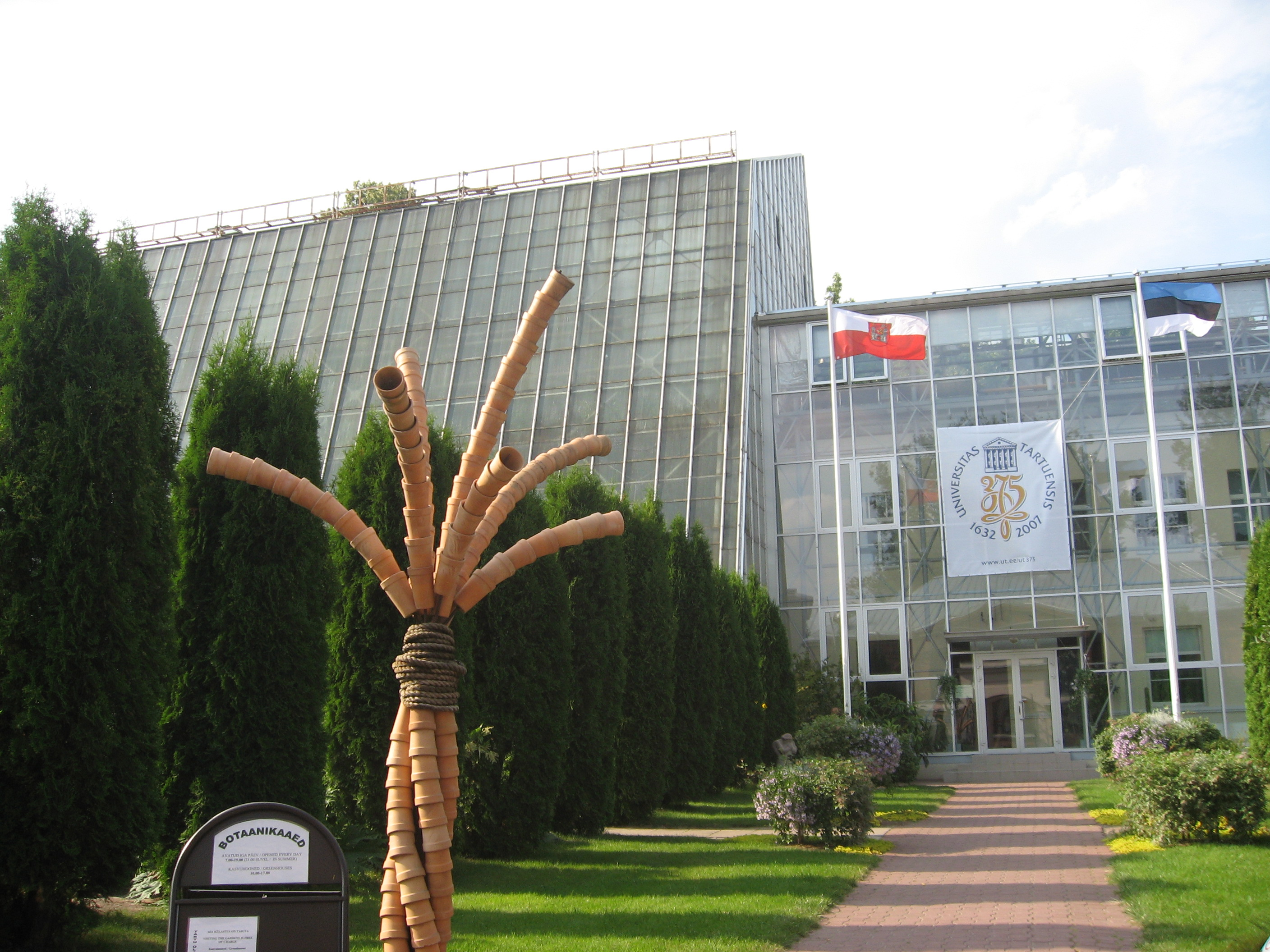
Uno de los edificios principales del jardín botánico de Tartu.

El Jardín Botánico de la Universidad de Tartu (en estonio : Tartu Ülikooli Botaanikaaed) es un jardín botánico de unas 3 hectáreas de extensión que se encuentra en Tartu, Estonia, siendo administrado por la Universidad de Tartu. Es miembro del BGCI, siendo su código de identificación internacional TU

## Localización
Jardín Botánico de la Universidad de Tartu, 
38 Lai Street, 51005 Tartu, Estonia.58°23′06.6″N 26°43′22.11″E / 58.385167, 26.7228083
- Promedio anual de lluvia: 590 mm
- Altitud: 41.00 m s. n. m.

## Historia
El jardín botánico de la universidad de Tartu fue fundado en 1803, cerca del cual ahora se encuentra la vieja casa del "teatro de Vanemuine". 
En 1806 el jardín fue trasladado a un lugar más apropiado, en las ruinas de la muralla de la antigua fortaleza de la ciudad cerca del río y de un humedal. 
El primer director del jardín era el profesor Gottfried Albrecht Germann y el primer jardinero jefe era Johann Anton Weinmann, quien realizó el primer plan maestro del jardín y que actualmente sigue vigente. 
En 1811 nominaron al profesor Carl Friedrich Ledebour el director. Bajo su dirección activa, las colecciones del jardín se enriquecieron con muchas nuevas especies, recogidas de Siberia y de otras regiones inexploradas del imperio ruso, y en primer lugar descritas por Ledebour. La mayoría de ellas alcanzaron Europa occidental a través de este jardín.

## Colecciones
Este jardín botánico alberga unos 6300 taxones en cultivo, que se encuentran agrupados en colecciones especiales de :
- Invernaderos, con tres biotopos diferentes,
  - La casa de la palmera, es el invernadero más alto de los países bálticos, con 22 m lo que permite que las plantas se desarrollen sobre el terreno, siendo su planta más alta una palmera Washingtonia de 15 m, y su ejemplar más antiguo una palmera canaria de 90 años. Además numerosas plantas trepadoras y epifitas. Aquí también se encuentran varios acuarios con peces tropicales y tortugas.
  - La  casa subtropical, se muestran plantas siempre verdes del área mediterránea, Australia y Nueva Zelanda.
  - La casa de las suculentas, alberga plantas adaptadas a vivir en lugares secos y soleados, es el reino de las plantas de tallos gruesos y carnosos con espinas, cubiertas de cera, o pilosidades. Colecciones de Cactaceae, Crassulaceae,
- Rosaleda, con 230 variedades de cultivares de rosas, se encuentra en parte este del jardín.
- Arboretum, cubre la mayor parte del jardín con árboles y arbustos de las regiones templadas especialmente del Extremo Oriente.
- Alpinum, con plantas de montaña que ocupan las laderas de la antigua "fortaleza de San Jorge", bastión defensivo de la ciudad de Tartu.
- Plantas perennes
- Plantas monocotiledóneas
- Plantas dicotiledóneas

Entre las colecciones se encuentran plantas de las familias Liliaceae, Asteraceae, Iridaceae, Rosaceae, Amaryllidaceae, Brassicaceae, Scrophulariaceae, Primulaceae, Oleaceae, Caryophyllaceae, Ranunculaceae.

## Actividades
- Departamento de taxonomía vegetal, creado en 1870 se ubica enfrente de los invernaderos.
- Programa de cultivo y mejora de plantas Medicinales
- Programas de conservación Ex Situ.
- Catálogo informatizado de las plantas existentes
- Publicación de Index Seminum
- Cursos para escolares
- Cursos para estudiantes universitarios
- Cursos para el público en general
- Sociedad de amigos del botánico

## Galería

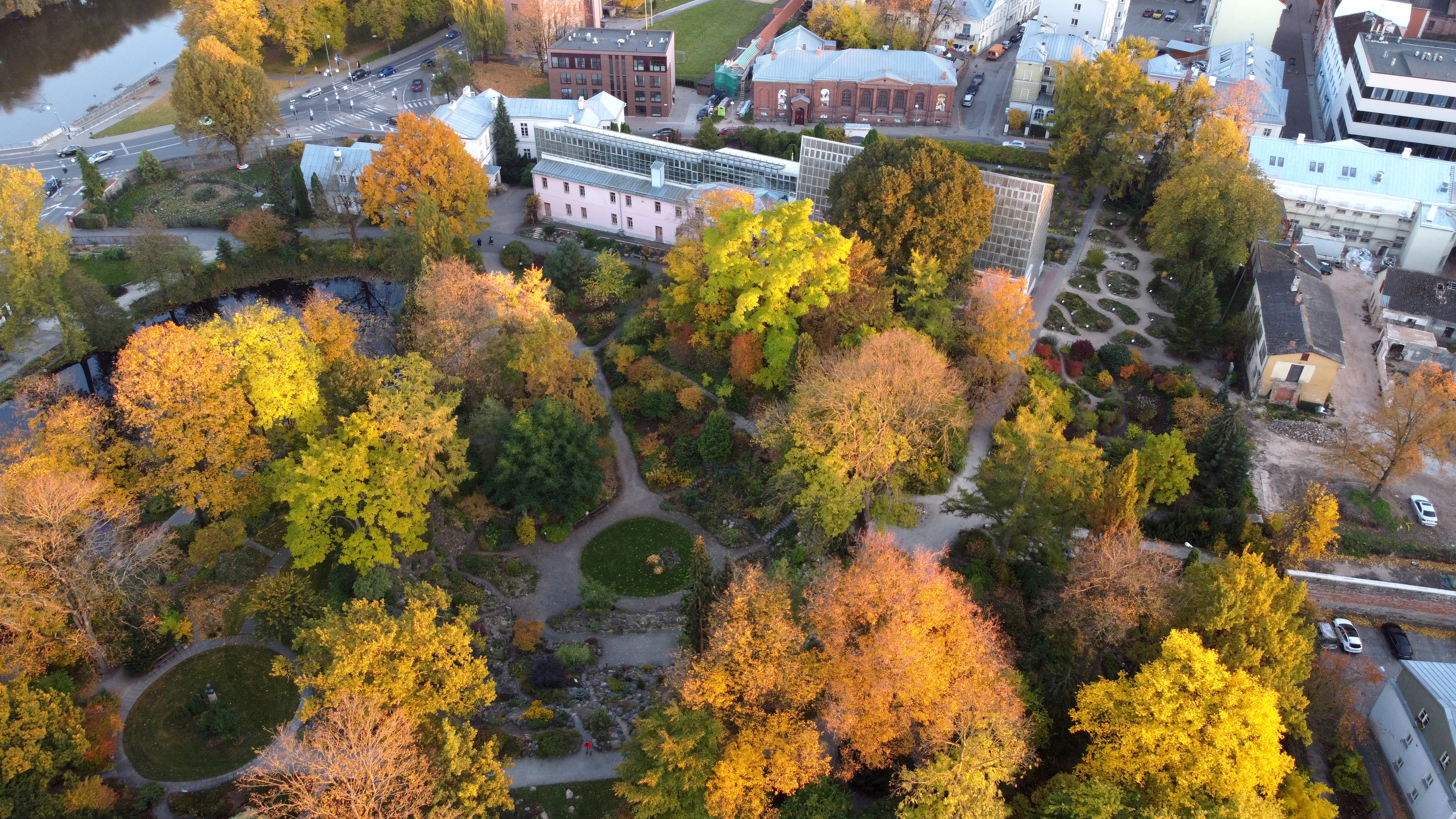
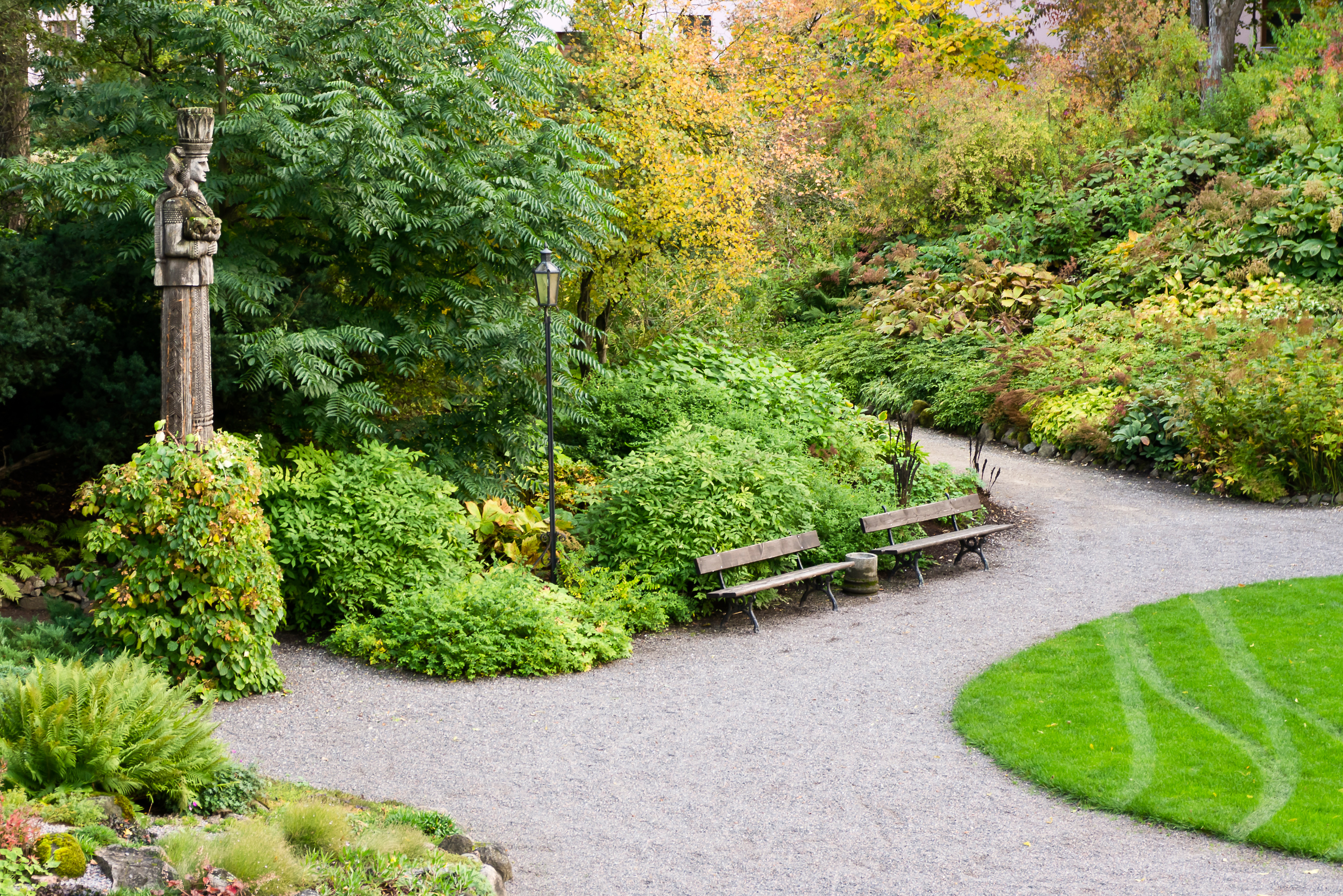
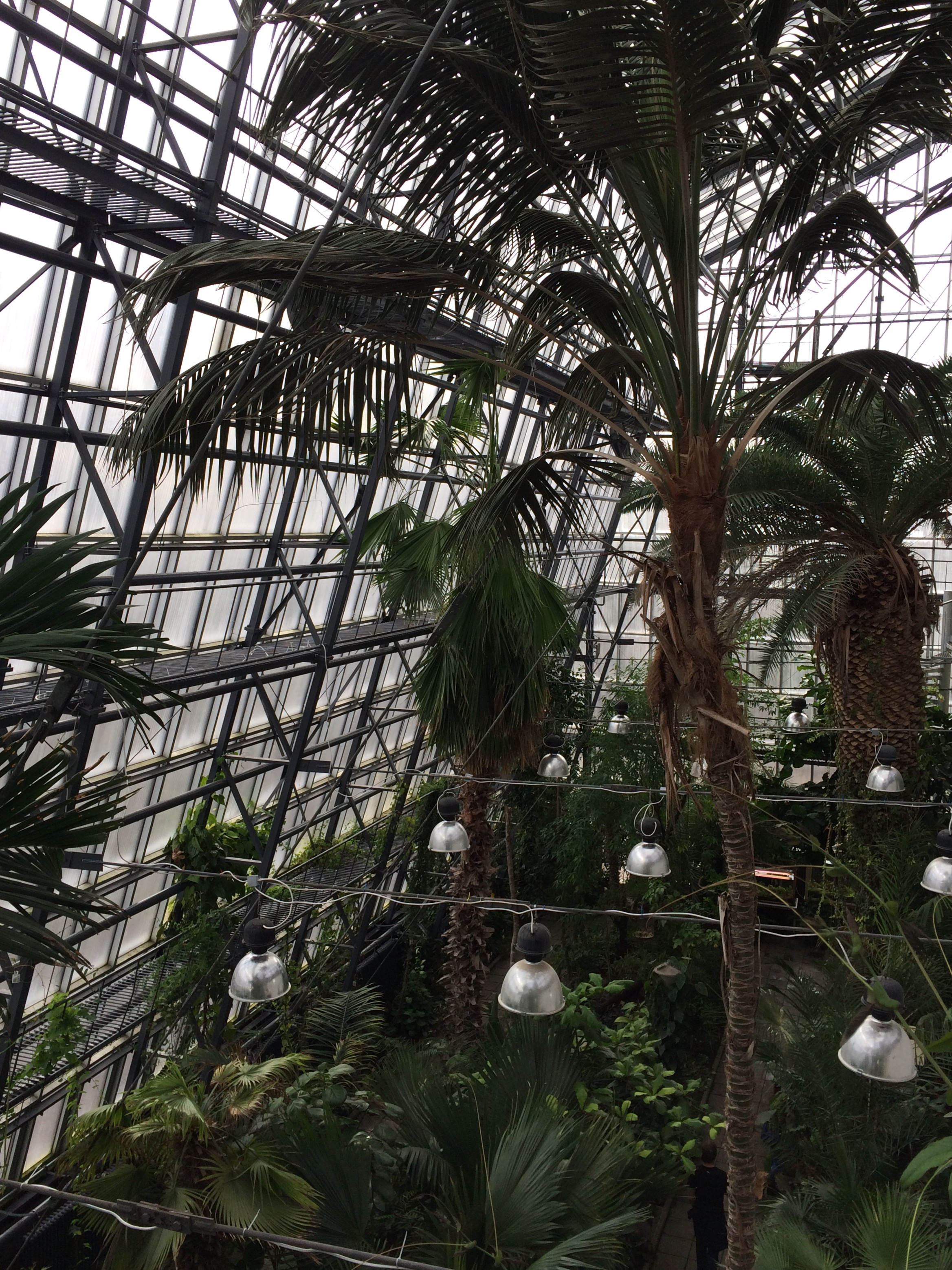
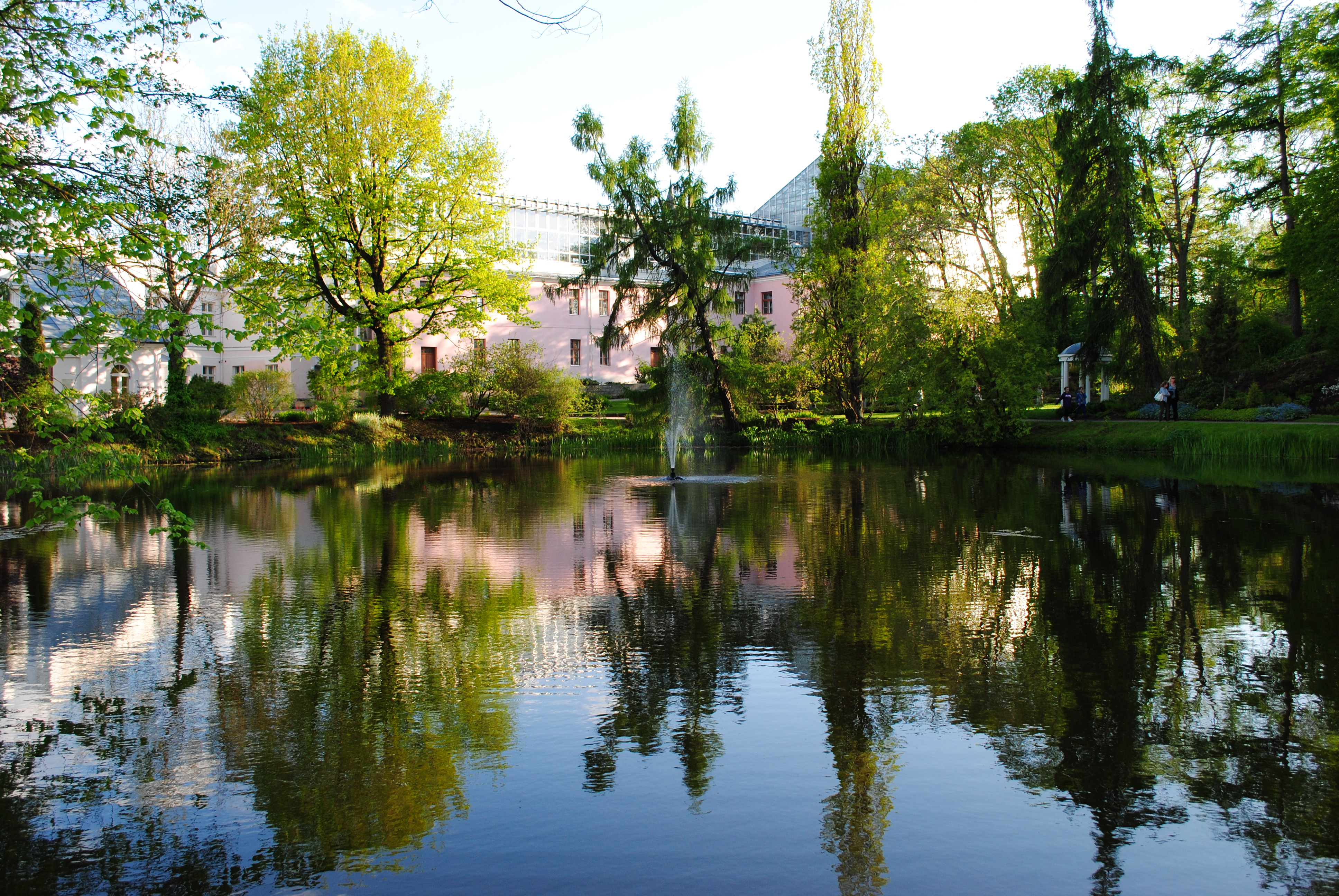
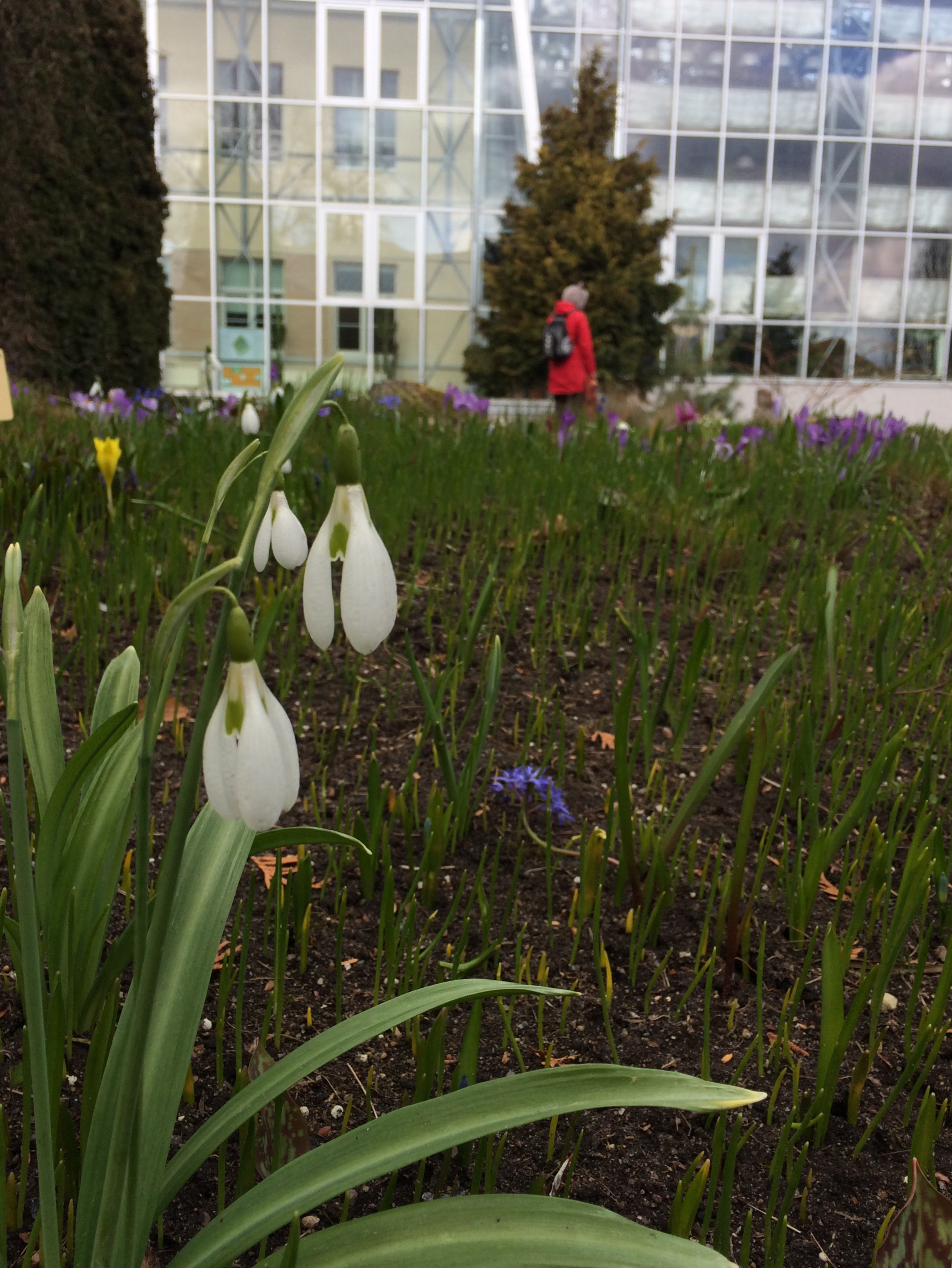